# Јакреново
Јакреново (мкд. Јакреново) је насеље у Северној Македонији, у западном делу државе. Јакреново припада општини Крушево.

## Географија
Насеље Јакреново је смештено у западном делу Северне Македоније. Од најближег већег града, Прилепа, насеље је удаљено 35 km северозападно.
Јакреново се налази на северозападном ободу Пелагоније, највеће висоравни Северне Македоније. Насеље је положено у источном подножју Бушеве планине, док се југоисточно од насеља пружа поље. Надморска висина насеља је приближно 730 метара.
Клима у насељу је планинска због знатне надморске висине.

## Становништво
По попису становништва из 2002. године Јакреново је имало 212 становника.
Становништво у насељу је етнички мешовито са релативном албанском већином (47%). У мањини су Турци (28%) и Бошњаци (24%).
Већинска вероисповест у насељу је ислам.